# Waldemar Jagodziński
Waldemar Jagodziński (ur. 13 stycznia 1934 w Bydgoszczy, zm. 3 lutego 2021 tamże) – polski szachista i trener szachowy.

## Życiorys
Na przełomie 1965 i 1966 r. wystąpił w cyklicznym kołowym turnieju w Reggio Emilii. Zajął odległe miejsce, ale jako jedyny pokonał zwycięzcę, jugosłowiańskiego arcymistrza, Bruno Parmę. Największe szachowe sukcesy odniósł w latach 70. XX wieku. Dwukrotnie (1973 i 1974, w obu przypadkach w Łodzi) zdobył tytuły indywidualnego wicemistrza Polski w szachach błyskawicznych. Był również trzykrotnym medalistą drużynowych mistrzostw Polski: w 1952 (w barwach "Spójni" Bydgoszcz) i 1974 r. – brązowym, a w 1978 r. – złotym (w barwach "Łączności" Bydgoszcz). W 1976 r. w Bydgoszczy jedyny raz w karierze wystąpił w finale indywidualnych mistrzostwa Polski, jednak w rozegranym systemem szwajcarskim turnieju zajął odległe miejsce.
Wychował kilka pokoleń szachistów. Spośród jego wychowanków największe sukcesy odniosła jedna z jego córek, Joanna (mistrzyni międzynarodowa, czterokrotna medalistka mistrzostw Polski kobiet oraz brązowa medalistka mistrzostw świata juniorek do 20 lat z 1983 roku).
Waldemar Jagodziński posiadał tytuł kandydata na mistrza krajowego, który otrzymał w 1956 roku.
Pochowany na Cmentarzu katolickim św. Wincentego à Paulo w Bydgoszczy.